# Dasmariñas
Dasmariñas (familièrement abrégé en Dasma), officiellement la ville de Dasmariñas (philippin : Lungsod ng Dasmariñas), est une ville composante de première classe dans la province de Cavite, aux Philippines. Avec une superficie de 90 km² et une population de 703 141 habitants selon le recensement de 2020, c'est la plus grande ville, à la fois en termes de superficie et de population, à Cavite.
Étant située à seulement 10 km d'Imus et à 30 km au sud de Manille, la congestion croissante et l'expansion urbaine vers l'extérieur de la zone métropolitaine de Manille ont conduit à son développement rapide à la fin des années 1900. Cette croissance se manifeste par l'afflux de grands centres commerciaux, d'hôpitaux, d'universités, de banques, de parcs industriels et par le nombre croissant de lotissements résidentiels accueillant sa population croissante.

## Étymologie
Dasmariñas est nommé d'après Gómez Pérez Dasmariñas, le 7e gouverneur général espagnol des Philippines qui sert de 1590 à 1593. Après sa mort, son fils Luis Pérez Dasmariñas devint gouverneur général de 1593 à 1596. Pérez Dasmariñas venait de San Miguel das Negradas de Viveiro, en Galice, Espagne.
Dasmariñas signifie littéralement « de As Mariñas » (région côtière de Lugo regroupant les comarcas de A Mariña Occidental, A Mariña Central et A Mariña Oriental), venant lui-même de mariño (« de la côte, de la mer ou du rivage » en langue galicienne, le langue maternelle de Viveiro Galice, Espagne), et cela de mar (« mer »).

## Histoire

### Fondation et gouvernance espagnole
Au XIXe siècle, sous la domination espagnole, Dasmariñas s'appelle à l'origine Tampus, ce qui signifie « fin de la forêt » dans la langue tagalog locale. C'est autrefois un quartier d'Imus. Elle fait autrefois partie d'une vaste Hacienda Récollets qui soutenait les diverses activités missionnaires des Récollets aux Philippines et en Espagne.
Le 9 avril 1864, un conseil composé de l'archevêque de Manille, du gouverneur politico-militaire de Cavite, du prieur provincial de l'Ordre des Augustins Récollets et du curé d'Imus se réunit pour discuter de la création de la nouvelle ville et de la paroisse à séparer d'Imus. A cette époque, il n'y a que 643 habitants à Tampus. Après des discussions approfondies, Rafaél de Echagüe, le gouverneur général des Philippines approuve la création de la nouvelle ville le 12 mai 1864, et Don Juan Ramirez est élu premier chef de la ville ou gobernadorcillo. La création de la ville est différente de la plupart des autres villes de Cavite. Pour la première fois, une ville est créée non pas par une pétition de la population locale et de ses responsables locaux, comme l'exigent les procédures légales et la coutume de l'époque. Au lieu de cela, les hauts responsables de l'église et le gouverneur politico-militaire de Cavite sont les principaux initiateurs de sa fondation.
Un ensemble de maisons nipa dans les autres barrios de l'hacienda comme Malinta, Nancaan, Salacay, Paliparan, Malagasang et Salitran sont regroupés et déplacées dans une reduccion (réduction) à Tampus en 1866. Reduccion signifie à l'origine les aspects religieux et civils des activités missionnaires. Plus tard, il en est venu à signifier le processus de réinstallation et d'unification d'une communauté, créant ainsi une ville nouvellement organisée. Pour les missionnaires et frères espagnols, ce processus est avantageux non seulement pour l'évangélisation mais aussi pour amener les gens sous la domination espagnole. La nouvelle ville est accessible par un bon réseau de routes et de ponts construits par les meilleurs architectes et ingénieurs de l'Ordre des Récollets.
La même année, elle est rebaptisée Perez-Dasmariñas en l'honneur du septième gouverneur général des Philippines, Don Gómez Pérez Dasmariñas (1590 - 1593). Le gouverneur Dasmariñas, chevalier de Santiago, est originaire de Galice, en Espagne et ancien magistrat de Murcie et de Carthagène, en Espagne. Il apporte de nombreuses améliorations économiques au début de la colonisation.
Vers la fin de 1866, Perez-Dasmariñas s'est conformée aux exigences d'une ville typique des Philippines. Une grande place au centre de la ville avec l'église et le couvent en pierre et en briques, un palais de justice en bois et en nipa, une école primaire pour les enfants et diverses maisons en nipa sont construites dans des zones désignées. Un cimetière est situé à environ 200 mètres de l'église et entouré d'une clôture en bois.
En raison de la croissance démographique, les récollets envoyèrent une pétition à Madrid pour la création d'une nouvelle paroisse à Dasmariñas, indépendante d'Imus. La reine Isabelle II signe le décret royal créant la nouvelle paroisse de Perez-Dasmariñas le 21 octobre 1866. L'année suivante, la construction de l'église paroissiale en pierre de Dasmariñas dédiée à la Vierge Marie en tant que Notre-Dame de l'Immaculée Conception commence.

### Quartiers
Dasmariñas est composé de plusieurs barrios. Salitran est considérée comme la plus importante et la plus célèbre sous le régime espagnol car c'est le site de la maison de succession des Récollets. Salitran vient du mot tagalog sal-it signifiant « les gens d'une autre ville ». Comme il fait partie de l'Hacienda Recollect d'Imus, il y a beaucoup de gens de différentes provinces qui y vivent en travaillant comme ouvriers agricoles. Layong Iloko, un lieu de Salitran, est nommé ainsi parce qu'il y a des Ilocanos qui s'y sont installés. Pasong Santol à Salitran tire son nom de l'abondance d'arbres santol.
Tampus, le centre de la ville nouvellement formée est situé à l'extrémité de la forêt profonde. Cela contraste avec l'un des sites de Paliparan qui s'appelle Pintong Gubat ou « porte de la forêt ». Parfois, le nom d'un barrio est tiré de son emplacement, comme dans le cas du Barrio Burol qui suggère l'emplacement élevé du barrio. Sabang, quant à lui, signifie « carrefour ». On pense que Barrio Salawag est l'ancien barrio Salacay. Le mot salawag fait référence aux longues perches de bambou auxquelles la toiture en nipa est attachée.
Nancaan, aujourd'hui appelé Langkaan, est dérivé du mot tagalog langka qui signifie « jacquier ». C'est le plus grand arbre fruitier des Philippines qui a été importé d'Inde en Malaisie et qui trouve son chemin vers notre pays. La présence de nombreux jacquiers peut être la raison pour laquelle il est appelé Nancaan.
Malinta ou Malintaan, quant à lui, est dérivé du mot tagalog linta qui signifie « sangsue » car abondance de sangsues à l'endroit.
Le 18 juillet 1899, trois autres sitios de Perez-Dasmariñas sont élevés au rang de barrios. Barrio Sampaloc en raison de l'abondance de tamariniers dans le lieu; barrio Tamban est renommé San Jose et Barrio Lucsuhin est devenu San Agustin.

### La révolution philippine
En juin 1896, les autorités espagnoles de la province de Cavite se sont méfiées des activités de l'élite locale. Il y a des réunions présumées de la haute hiérarchie des récollets dans les maisons d'hacienda de Salitran et de San Nicolas. Inclus dans la réunion sont le général Bernardo Echaluce et d'autres hauts responsables militaires. Le but de la réunion est de déterminer s'il s'agit juste d'appréhender les élites notables qui sont des francs-maçons. Heureusement pour les élites, aucune décision n'a été prise lors de la rencontre. Ainsi, les dirigeants locaux ont continué librement mais discrètement leurs activités subversives.
Dès que la révolution de 1896 éclate, les dirigeants de Perez-Dasmariñas ont pris les armes contre la domination espagnole. Don Placido Campos, le chef de la ville à l'époque et Don Francisco Barzaga, le secrétaire municipal, ont rassemblé les gens pour libérer leur ville du contrôle espagnol au début de septembre 1896. Ils ont capturé le palais de justice et l'hacienda de Salitran, tuant le clergé religieux qui y vivait.
Alors que les villes de Cavite tombent aux mains des révolutionnaires philippins, le gouvernement espagnol à Madrid estime que l'offensive du gouverneur général Ramon Blanco contre les indigènes est inefficace. Ainsi, Camilo de Polavieja prend le commandement des îles, avec le général José de Lachambre à la tête de la campagne. Peu à peu, les Espagnols reprennent le contrôle de la province. Après la chute de Silang, les Espagnols se sont concentrés sur Perez-Dasmariñas. Connaissant la force de la résistance qu'il peut rencontrer, le général Lechambre décide d'encercler toute la ville. Il envoie à l'avance des unités dirigées par le général de brigade José Molina qui est allé prendre la gauche. La troupe sous le colonel Arutos qui prend Paliparan, s'est déplacée vers l'ouest pour couper la fuite des Philippins vers Imus et Carmona. Le général Lechambre envoie le gros de la force vers le sud.
Les habitants ont subi une terrible défaite en raison du manque d'armes et de munitions. Alors que les Espagnols s'approchent de la Poblacion, les révolutionnaires ont retiré le bâtiment en pierre de la ville. Le 25 février 1897, les Espagnols décident d'encercler la Poblacion plutôt que d'aller directement à l'intérieur. Ils ont commencé à brûler tous les bâtiments sauf l'église. Voyant qu'ils sont encerclés par le feu, certains des rebelles sont sortis de leur cachette mais sont immédiatement accueillis par des tirs ouverts. Ceux qui se sont réfugiés au palais de justice ont refusé de sortir et ont tous été brûlés vifs. Même ceux qui se sont réfugiés dans l'église ont finalement cédé à l'avancée des forces espagnoles. En mars, Perez-Dasmariñas s'est replié sur les Espagnols.
Puis, le général Lachambre retourna à Salitran. Il s'attende à une forte résistance de la part des révolutionnaires qui occupent la maison de l'hacienda mais à sa grande surprise, ils ont pu prendre la place sans aucune résistance. Ils ont hissé le drapeau de l'Espagne et le convertissent en leur quartier général.
Il y a de grandes pertes philippines selon Lachambre. Il y a 150 hommes à l'intérieur du palais de justice lorsque les Espagnols ont mis le feu au bâtiment et les 150 à l'intérieur sont tués. D'autres se sont réfugiés dans le couvent, mais ont également été incendiés et les hommes sont abattus à leur sortie. D'autres se sont enfermés dans l'église. L'église étant encerclée, l'artillerie de montagne est mise en position et à une distance de 35 mètres, les fortes portes de l'église sont bombardées et les troupes pénètrent par la brèche. Au plus fort de la bataille de Perez Dasmariñas, le général Flaviano Yengko, le général Crispulo Aguinaldo, Lucas Camerino, Arturo Reyes et de nombreux autres révolutionnaires ont perdu la vie dans la bataille.

### Gouvernance américaine
Avec la signature du traité de Paris le 10 décembre 1898, les Philippines sont cédées aux États-Unis par l'Espagne. Le régime américain apporte à Dasmariñas, comme il l'a fait dans d'autres parties du pays, plusieurs changements fondamentaux dans le système de gouvernement, dans la langue et dans le système éducatif.
Au mois de février 1899, la guerre américano-philippine commence. La brigade du général Henry Ware Lawton opère au sud de Manille, y compris la province de Cavite, à la mi-juin 1899. Les Américains ne peuvent pas débarquer directement à Bacoor car la rivière Zapote est défendue par les révolutionnaires philippins qui construisent des tranchées comme défenses tactiques formant trois côtés d'un angle qui rend les Philippins à peine visibles. Le 14e bataillon d'infanterie américain traverse à la nage pendant la bataille de la rivière Zapote et sous le couvert de l'artillerie militaire, chargé contre les Philippins qui se sont ensuite retirés dans les bois.
En se déplaçant vers le sud, les Américains ont rencontré plus de révolutionnaires philippins dans les villes de Bacoor, Imus et Perez-Dasmariñas, et un bataillon d'infanterie échappe de peu à l'anéantissement. La nouvelle est apportée au camp américain que les soldats philippins ont évacué la ville et que le maire indigène est disposé à la remettre formellement aux Américains. Le bataillon s'y rendit donc pour en prendre possession, mais avant d'atteindre la place, les révolutionnaires philippins se resserrèrent de toutes parts, et un violent échange de tirs dura des heures. Les Américains sont sauvés de la destruction par une charge désespérée à la baïonnette lorsqu'ils sont secourus par la brigade du général Weaton.
Placido Campos, qui s'est rangé du côté du général Emilio Aguinaldo depuis le début de la guerre américano-philippine en 1899, est capturé avec son neveu Guillermo Campos. Ils sont emprisonnés à la prison politique Provost à Intramuros, Manille, où ils sont détenus pendant six mois.
Les Américains ont établi un régime militaire en 1900. Par ordre du colonel des troupes américaines stationné à Perez-Dasmariñas, les habitants de la ville ont nommé un président et un vice-président. Francisco Barzaga est élu à main levée comme président et Conrado Malihan comme vice-président. Ils ont exercé leurs fonctions jusqu'à ce que le gouvernement civil soit établi par les Américains en 1901.
Le 31 janvier 1901, conformément aux instructions du président William McKinley selon lesquelles les Philippins sont autorisés à gérer leurs propres gouvernements municipaux, la deuxième commission philippine promulgue la loi n ° 82, le nouveau code municipal, plaçant chaque gouvernement municipal sous les fonctionnaires suivants : le président municipal, le vice-président et le conseil municipal, élus tous les deux ans par les personnes habiles à voter. Dans cette optique, Placido Campos a de nouveau été élu à la tête de la municipalité de Perez-Dasmariñas en octobre 1901. Francisco Barzaga devient alors trésorier municipal. Les deux sont réélus en 1903.
En 1903, les Américains ont effectué le premier recensement aux Philippines. Francisco Barzaga et le secrétaire, Esteban Quique, sont nommés recenseurs pour Perez-Dasmariñas sous la direction de Placido Campos. À la fin du recensement, la population totale de la ville n'est que de 3 500 habitants. Avant la révolution de 1898, la population est estimée à 12 000 habitants. En comparant la population avant la révolution avec celle de 1948, il y a une diminution de la population de Perez-Dasmariñas.
Le 5 janvier 1905, les municipalités de Bacoor, Imus et Perez-Dasmariñas sont fusionnées, le siège du gouvernement étant situé à Imus.
En 1917, sous le gouverneur général Francis Burton Harrison, Perez-Dasmariñas a de nouveau été déclarée municipalité distincte. Le gouverneur provincial de Cavite, Antero S. Soriano, convoque les dirigeants locaux, dont Placido Campos, Francisco Barzaga et Felipe Tirona. Ensemble, ils sont convenus de supprimer le mot « Perez » et de ne retenir que « Dasmariñas » comme nouveau nom de la ville. Pour la deuxième fois, Placido Campos a dirigé la ville.

### La Seconde Guerre mondiale
Pendant l'occupation japonaise de la Seconde Guerre mondiale, les Japonais ont procédé à des zonifications dans la ville. Les barrios de Paliparan et Salawag ont subi le plus grand nombre de morts. Étant des endroits reculés et pensant que des guérilleros s'y cachent, ces deux barrios sont zonés deux fois en abandonnant plusieurs vies. L'armée impériale japonaise fait des écoles leur garnison.
Pendant ce temps, après avoir survécu à la marche de la mort de Bataan et libéré du camp de concentration de Capas, Tarlac, le général Mariano Castañeda est retourné à Cavite et aide à organiser le mouvement de résistance à Dasmariñas dirigé par le colonel Estanislao Mangubat-Carungcong du 4e régiment d'infanterie du camp Neneng Dasmariñas. et le colonel Emiliano de la Cruz du 14e régiment d'infanterie du Camp Paliparan. Cette unité assure la guérilla et est prête à attaquer, à saboter des missions, à couper les communications et la logistique ennemies, à effectuer des missions de reconnaissance, à assurer la protection des civils contre l'agression de l'armée impériale japonaise, à leur fournir des plans d'évacuation et à intensifier les rapports de renseignement au 11e Division aéroportée, 187th Glider Infantry Regiment dirigé par le colonel Harry B. Hildebrand.
En mai 1943, l'armée impériale japonaise reçoit des rapports de renseignement sur le camp de guérilla du 4e régiment d'infanterie dans la partie ouest de la ville. Ils ont ensuite positionné deux canons à longue portée et tiré 30 coups, endommageant les rizières et les cultures, tuant une grande quantité de bétail et terrorisant le Poblacion. Néanmoins, vigilantes sur la situation, les guérillas ont échappé de peu à l'anéantissement complet. Après l'assaut, la ville est devenue trop chaude pour les Japonais en raison des activités de guérilla actives et de l'existence du quartier général de la guérilla à Neneng Dasmariñas, et à cause des Sakdalistas et Makapili (collaborateurs japonais) dénonçant et signalant toutes les activités de guérilla du colonel Estanislao M. Carungcong au Kempeitai, la police militaire japonaise, en échange de paiements et de privilèges. À cause de cela, le Kempeitai fait une autre zonification le 25 juillet 1943, dans la ville proprement dite jusqu'à ce que l'état-major du régiment de guérilla, le lieutenant-colonel Jose M. Carungcong, le major Dominador I. Mangubat, le capitaine Elpidio Mangubat-Barzaga Sr. et le capitaine Jovito Evangelista aient été capturés et emprisonnés pendant deux mois dans un camp de prisonniers à Muntinlupa jusqu'à leur libération, à l'exception du lieutenant-colonel Jose M. Carungcong, qui est condamné à six ans de prison.
Le 24 juin 1944, les guérillas Hunters ROTC dirigées par le colonel Emmanuel de Ocampo, le lieutenant-colonel Vic Estacio et le colonel Eleuterio Terry Adevoso ont attaqué la prison de New Bilibid à Muntinlupa et ont sauvé de nombreux prisonniers de guerre et une bonne quantité d'armes à feu et de munitions. Parmi les prisonniers secourus figure le lieutenant-colonel Jose Carungcong, qui réussit une évasion lors des raids du camp de prisonniers. Par la suite, les autorités militaires japonaises ont immédiatement émis une récompense de 50 000 pesos en échange de sa capture.
Le 25 août 1944, avec l'aide des soldats de la guérilla du 4e régiment d'infanterie, 114 prisonniers militaires philippins, 4 officiers supérieurs américains, la guérilla de Volckmann et 70 autres prisonniers de guerre ont fait une évasion au camp de prisonniers de Muntinlupa. Ils sont en mauvaise santé, privés de repas appropriés et trop maigres. Ils sont gardés au camp Neneng Dasmariñas et ont reçu de l'aide et de la nourriture et sont soignés par le major Dominador I. Mangubat, qui est également médecin, pendant deux mois jusqu'à ce qu'ils se remettent de la malnutrition.
Le 17 décembre 1944, de 1 heure du matin jusqu'à environ 18 heures, environ 1 000 Kempeitai de Fort Santiago ont mené une autre zonification dans la poblacion et les barrios adjacents. L'église paroissiale de l'Immaculée Conception est utilisée comme garnison et tous les résidents masculins présumés impliqués ou coordonnés avec le mouvement de guérilla du colonel Estanislao M. Carungcong, avec les conseils des collaborateurs de Makapili, et 15 guérilleros actifs de l'unité Cobra du 4e régiment d'infanterie sont torturés à l'intérieur de l'église et d'autres qui sont amenés à l'arrière de l'école élémentaire Dasmariñas sont torturés et tués à la baïonnette. Certains sont pendus au vieux manguier près de la cantine scolaire, fouettés, battus, torturés pour dénoncer et divulguer avec force les guérilleros. Des femmes sont enlevées et violées par le soldat japonais. Il y a ceux qui ont expérimenté le soi-disant « tinutubig » dans lequel la tête est immergée dans un tambour d'eau.
Le 15 janvier 1945, la veille de la conférence FACGF General Castañeda - US 11th Airborne Major Jay Vanderpool au Camp Neneng Dasmariñas, des guérilleros locaux ont tendu une embuscade à neuf soldats japonais à l'intérieur d'un jitney sur Anabu Road à Salitran. Le lendemain, 16 janvier, les soldats japonais ripostent en tirant sans discernement sur la population civile.
En dehors de cela, des raids après raids sont effectués et des résidents masculins sont abattus. Certains sont tués parce qu'ils sont confondus avec des membres de la guérilla. Certains se sont battus face à face, lors de rencontres à Burol, Malinta, Paliparan et Langkaan, tandis que d'autres sont tués dans d'autres villes. La plupart des résidents masculins font partie de ceux qui se sont battus contre les Japonais à Bataan et sur l'île de Corregidor.
Le 30 janvier 1945, alors que les forces alliées commencent à débarquer à Nasugbu, Batangas, la guérilla du 4e régiment d'infanterie sous le commandement du colonel Estanislao M. Carungcong, un bataillon sous le commandement du major Zacarias Santiaguel du 1er régiment d'infanterie protégeait la route nationale 17 et attaqua positions ennemies sur la route nationale depuis Palapala Road s'étendant sur 3 000 mètres à l'est et à l'ouest de la route nationale 17 jusqu'à Salitran Road. Le 14e régiment d'infanterie dirigé par le colonel Emiliano de la Cruz protège l'autoroute entre Dasmariñas et Carmona pour empêcher l'ennemi de rallier une contre-attaque et pour dégager le chemin de la 11e division aéroportée américaine sous le général Swing qui est larguée par parachute à Tagaytay. Des véhicules militaires japonais s'approchant des côtés nord, ouest et sud de la ville sont pris en embuscade.
Le commandant de division des FACGF, le général Mariano Castañeda, donne l'ordre de libérer Dasmariñas au colonel Estanislao Mangubat-Carungcong. Le contingent combiné du 4e régiment des FACGF, ainsi que le 1er régiment d'infanterie du colonel Lorenzo Saulog et le 11e régiment d'infanterie du colonel Maximo Reyes ont tué 56 soldats japonais de l'armée impériale japonaise en garnison dans la ville, ce qui conduit à la libération totale de Dasmariñas.

### Période d'après-guerre
Après la guerre, les Philippines sont devenues indépendantes et Dasmariñas commence à se développer. La population augmente en raison de l'exode massif des familles de la région métropolitaine de Manille et des provinces voisines. La Dasmariñas Bagong Bayan (DBB), également connue sous le nom de zone de réinstallation de Dasmariñas, est créée en 1975 par la lettre d'instruction n° 19 émise par le président de l'époque, Ferdinand Marcos. À partir de 1983, Dasmariñas connait un boom économique. Différentes usines et établissements ont vu le jour dans la ville, ce qui cède la place à la croissance démographique. De municipalité de sixième classe, la ville est devenue une municipalité de première classe.

#### Ville
Des 643 habitants d'origine de l'ancien Perez-Dasmariñas, la population augmente, tout comme la ville. En 1888, il y a déjà plus de 4 576 personnes vivant à Perez Dasmariñas. Peu à peu, la vie économique de la population s'est améliorée. Les inquilinos (locataires) de l'hacienda sont devenus la classe moyenne. Dasmariñas, 8 664 hectares sont tous cultivés en 1890 à l'exception de 3 770 hectares (y compris les parcelles de Gatdula et Balimbing). Les locataires paient la base habituelle de la rente foncière sur la mesure des rizières de plaine et de montagne établies par le "uldog" (frère administrateur) de la casa hacienda de Salitran. Dans les années 1880, il y a 200 quinones de riz secs et 50 quinones de riz humides donnant quelque 2 300 cavanas de palay, 5 000 piculs de sucre mucavado, 50 cavans de maïs et de camote, 60 piculs de tao et 25 piculs d'arachides. Dasmariñas est une ville très avancée où non seulement les textiles des métiers Batangas et Bulacan, mais aussi les tissus européens importés de Manille atteignent les élites de la ville. Cependant, le poisson et d'autres aliments de base proviennent toujours des villes voisines. Étonnamment jusqu'en 1880, il n'y a pas de marché public dans la ville. Il y a un principal chemin de terre public à Perez-Dasmariñas qui va à Silang qui n'est praticable par tous types de véhicules que pendant la saison sèche, mais accessible uniquement à pied et à cheval pendant la saison des pluies. En 1870, les courriers de Manille sont reçus dans une gare centrale de Cavite Puerto où ils sont triés. Les courriers sont amenés via Kawit, puis Imus puis Dasmariñas.
Culturellement, Perez-Dasmariñas n'est pas trop en retard car en 1874, il y a déjà deux fanfares concurrentes dans la ville. Don Valeriano Campos, inquilino et ancien gobernadorcillo de la ville (1879 à 1881) organisa l'une des fanfares. Il est populairement connu sous le nom de Capitang Vale. Il est le contribuable le plus élevé et possède une maison en cogon et en bois sur la Calle Real avec une valeur estimative de 300 P. Son fils Placido Campos apprend son métier et est également considéré comme un homme aisé. Manuela Monzon, une autre femme aisée, possède une maison dans la rue principale de la ville. La maison faite de nipa et de bois est évaluée à 200 P et est louée comme école de garçons pour 72 P.
Néanmoins, en 1892, il y a une diminution notable de la population masculine. Au fur et à mesure que les conflits entre les frères-hacenderos, les inquilinos et les casamas se multiplient, les gens se cachèrent dans la forêt profonde de Perez-Dasmariñas. La montée du tulisanisme à Cavite est souvent liée à des problèmes agraires dans la ville hacienda appartenant aux frères.
La ville compte 75 barangays, compte plus de 180 subdivisions et la plus grande zone de réinstallation des Philippines, la Dasmariñas Bagong Bayan (DBB).
La plupart des familles aisées de la région métropolitaine de Manille et des villes et provinces voisines ont choisi Dasmariñas comme résidence en raison de sa proximité avec la région de la capitale nationale. L'exode massif des gens ici à Dasmariñas est également provoqué par le boom industriel qui crée plus d'emplois. Il y a aussi un grand nombre de résidents étrangers tels que les Coréens, les Chinois, les Japonais, les Américains, les Hindous, les Britanniques et les Eurasiens. Pour cette raison, Dasmariñas peut également être considérée comme le « Melting Pot » de Cavite.

## Économie

### Commerce

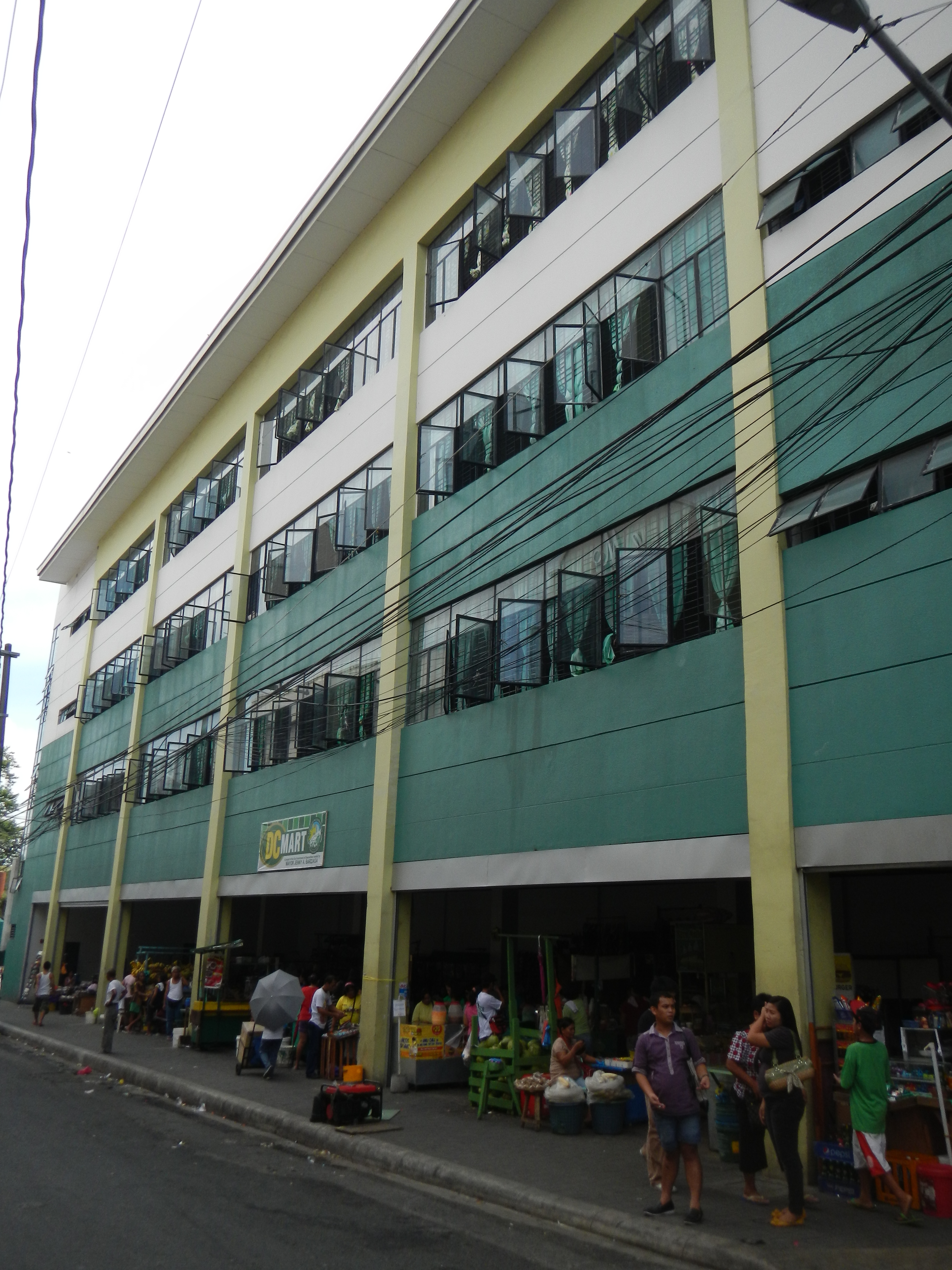
Marché public de Dasmariñas.

Le commerce et les transactions commerciales sont intensivement entrepris dans les zones commerciales identifiées le long de l'avenue Don Placido Campos, de l'avenue Camerino, de l'autoroute Emilio Aguinaldo du gouverneur, de l'avenue Jose Abad Santos, de l'avenue Carlos Trinidad, de la route Molino - Paliparan, du gouvernement. Mangubat Avenue, Congressional Avenue, Congressional Road, Amuntay Road et d'autres zones, en particulier à Barangay Paliparan et à Dasmariñas Bagong Bayan.
Les établissements commerciaux sont alignés le long des artères principales. Un modèle de bande de croissance commerciale est évident dans d'autres Barangay à Dasmariñas.
Les développements commerciaux le long de l'autoroute Aguinaldo, de Silang à la jonction Pala-Pala, en particulier dans les zones adjacentes à l'avenue du Congrès et à Salitran, montrent la nature et l'étendue des activités commerciales à Dasmariñas. La présence de centres commerciaux locaux ou de centres commerciaux tels que le Highway Plaza, le CM Plaza et une succursale d'un centre commercial basé à Metro Manila, le Walter Mart, qui abrite différents établissements commerciaux connus à l'échelle locale et nationale, définit la tendance des développements commerciaux dans cette partie. de la ville. Celles-ci sont encore renforcées par la présence de banques, centres financiers et autres établissements. Il existe également des établissements commerciaux qui soutiennent ou sont des ramifications des services éducatifs et médicaux rendus par le centre médical universitaire De La Salle et le centre national de recherche médicale Dr Jose P. Rizal. Cela fait de la zone un quartier financier et commercial de la ville. Les anciens développements commerciaux dans la zone de Poblacion (Zone I, IA, II, III et IV) répondent aux besoins des habitants de la vieille ville et des migrants des subdivisions de la partie sud de la ville. La nature de l'activité commerciale étant celle d'un centre commercial de quartier soutient les besoins quotidiens de la population. Le nouvel emplacement du marché public ouvre la ville à la population marchande voisine d'autres zones de peuplement. Il rend également le marché public accessible à toute la population tant des zones de réinstallation que de l'ancienne ville. Ainsi, l'activité financière et commerciale dans la Poblacion, le marché central Dasmariñas, le NSN Dasma (Highway Plaza Mall), le centre commercial Volets, la place Antler, le centre commercial CM Plaza, le marché Old Kadiwa, DC Mart, le complexe commercial Dasmariñas, Terraza Dasmariñas, SM City Dasmariñas, SM Marketmall Dasmariñas, Robinsons Place Dasmariñas, Walter Mart Dasmariñas, Central Mall Dasmariñas, The District - Dasmariñas, Vista Mall Dasmariñas, Unitop Dasmariñas et bientôt l'ouverture de Ventura Mall Dasmariñas renforcent le rôle de centre commercial de Dasmariñas.

### Industrie
Dasmariñas est une ville industrielle. La croissance est fortement influencée par sa proximité avec la région métropolitaine de Manille et le boom industriel du gouvernement national. Il devient l'emplacement de choix pour les entreprises commerciales se trouvant à un carrefour de développement au sud de Manille.
Développements industriels le long de Governor's Drive (Carmona-Ternate Road), en particulier la zone industrielle de First Cavite, les Reynold's Phils. et différentes industries parsemant la route des frontières de Carmona et Silang à General Trias ainsi que celles de la partie sud-est de l'autoroute Aguinaldo, offrant des opportunités d'emploi et de subsistance aux habitants. Les taxes payées par ces industries aident à fournir les services et commodités de base de la ville.
Dans la partie sud-ouest de la ville se trouve First Cavite Industrial Estate, une subdivision industrielle 283 hectares ( Unité «  » inconnue du modèle {{Conversion}}.) située à Langkaan qui offre des installations adéquates aux industries légères / moyennes. Il s'agit d'un projet conjoint de la National Development Company, de la Marubeni Corporation et de la Japan International Development Organization Ltd. Situé à Dasmariñas, le domaine est complet avec l'alimentation électrique, le système d'eau et les installations de télécommunication, avec 1 500 lignes. Le domaine comprend une zone industrielle générale, qui dispose d'un bureau de douane et d'un entrepôt,.
Les localisateurs privilégiés sont ceux impliqués dans les petites et moyennes industries non-polluantes. Actuellement, 48 entreprises ont implanté leur entreprise dans cet État.
La zone industrielle Dasmariñas Bagong Bayan - NHA s'étend sur environ 8,6 hectares. La Local Waterworks Utilities Administration gère le système d'eau. Ses 18 pompes et ses 18 réservoirs de stockage surélevés, d'une capacité moyenne de 60 000 gallons chacun, peuvent très bien desservir les besoins des occupants. Les industries à forte intensité de main-d'œuvre, orientées vers l'exportation, non dangereuses et non polluantes sont les mieux situées dans la région. Zone industrielle GMA-NHA La zone industrielle General Mariano Galvez - NHA comprend 10 hectares de terrain dans la municipalité de Gen. Mariano Alvarez. Les types d'industries préférées pour ce domaine sont celles qui sont non polluantes, à forte intensité de main-d'œuvre, orientées vers l'exportation et non dangereuses, telles que les 6 entreprises qui s'y sont installées. Les autres zones industrielles situées à Dasmariñas sont le Dasmariñas Techno Park à Paliparan 1, Molave Compound à Paliparan 2 et City Land Industrial Estate Dasmariñas à Langkaan 2.

## Gouvernement local

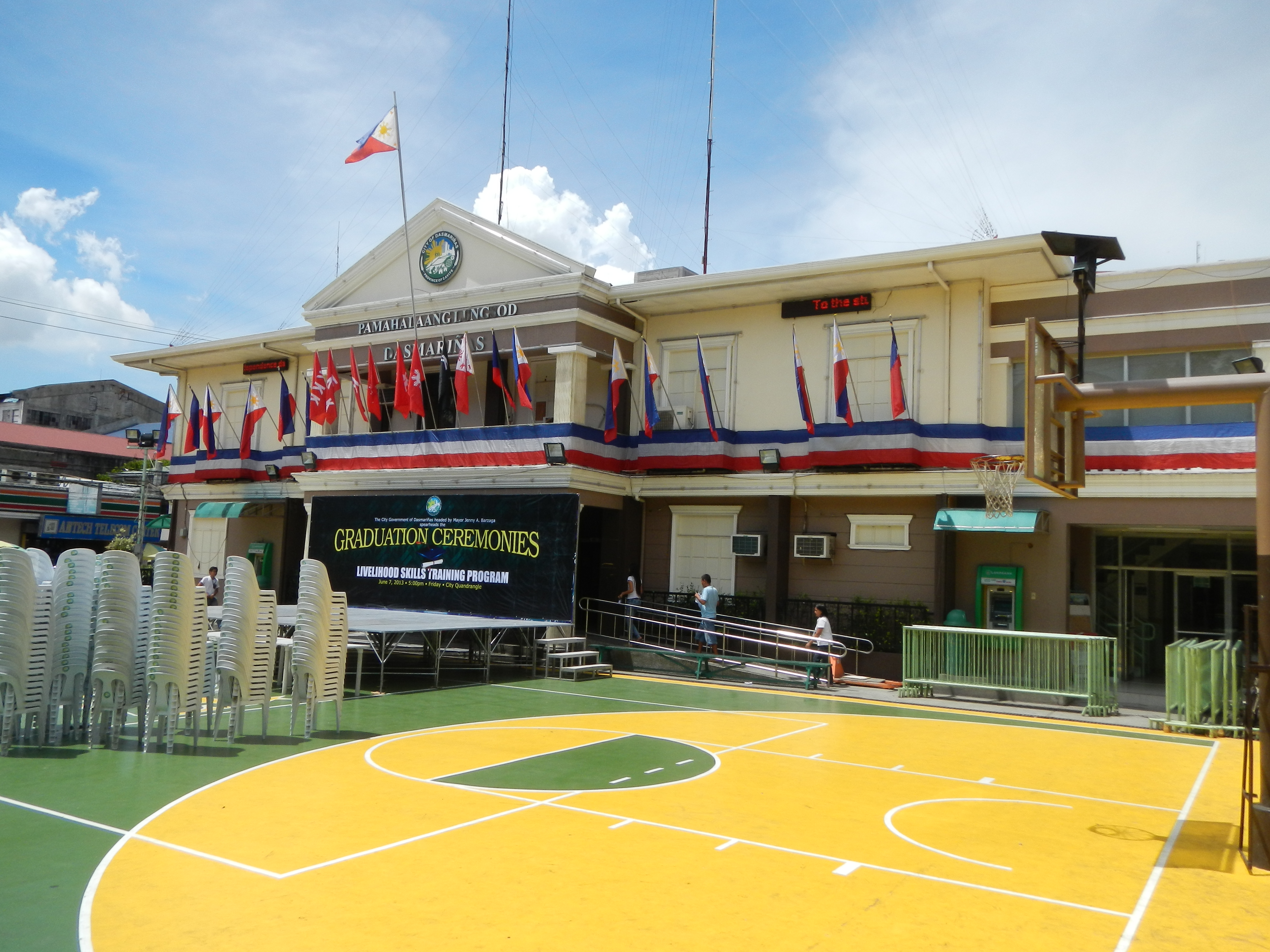
Place de l'hôtel de ville.

Dasmariñas est une municipalité et plus tard une ville composante avec une forme de gouvernement maire-conseil depuis sa création en 1866.
Le maire est le chef de l'exécutif de la ville. Il est élu pour un mandat de trois ans, avec un maximum de trois mandats. Le maire sortant de la ville est Jennifer Barzaga, qui succède à son mari, aujourd'hui membre du Congrès, Elpidio Barzaga Jr. Elle a précédemment occupé ce poste de 2007 à 2016, elle est membre de la Chambre des représentants du 4e district de 2016 à 2019.
Le vice-maire est le président du Sangguniang Panglungsod ng Dasmariñas (français : Conseil municipal de Dasmariñas). Il est également le directeur général de la ville chaque fois que le maire est absent de la ville. Il est élu pour un mandat de trois ans, avec un maximum de trois mandats. Le vice-maire sortant est Rex Mangubat, titulaire depuis 2016,.
Le Sangguniang Panglungsod ng Dasmariñas (français : conseil municipal de Dasmariñas) est composé de 12 membres dont 2 membres de droit qui sont le président de l'Association of Liga ng mga Barangay ng Dasmariñas (français : League of Barangays of Dasmariñas) et le Sangguniang Kabataan (français : Conseil des Jeunes) Président de la Fédération. Il y a 20 comités dans la ville, chacun dirigé par un président qui est un conseiller municipal. Ils sont élus pour un mandat de trois ans, avec un maximum de trois mandats.
Les élus municipaux du 30 juin 2019 au 30 juin 2022. Ils sont élus le 13 mai 2019 lors des élections nationales et locales philippines de 2019, qui depuis 2007, tous les candidats du groupe Barzaga (Team Dasma) balayent le conseil municipal.

### Représentation au Congrès
L'Arrondisement Législatif de Dasmariñas est la représentation de la ville dans la Caméra de Représentantes des Philippines. Le district correspond au 4e district législatif de Cavite, qui est créé le 22 octobre 2009 juste avant la ratification de la Charte de la ville de Dasmariñas  le 25 novembre 2009. Avant d'avoir droit à sa propre représentation, la municipalité de Dasmariñas est représentée au Congrès dans le cadre du seul district de Cavite de 1907 à 1972, et dans le cadre de la région IV-A dans l'intérim Batasang Pambansa de 1978 à 1984. De 1984 à 1986, il est représenté au Batasang Pambansa dans le cadre du district général de Cavite et fait partie du deuxième district de Cavite dans la Chambre des représentants restaurée de 1987 à 2010.
Malgré sa propre représentation au congrès, elle reste une ville composante ordinaire, ce qui signifie que ses citoyens élisent toujours des fonctionnaires provinciaux. La ville a deux représentants au Sangguniang Panlalawigan ng Cavite (français : Provincial Board of Cavite). Les membres du conseil sont élus pour un mandat de trois ans, avec un maximum de trois mandats. Rex Mangubat et Rudy Lara sont réélus sans opposition en mai 2013, Lara étant le vote le plus élevé de tout le conseil provincial. Il est également membre principal du conseil.

### Sceau de la ville
Le sceau est le gagnant du concours de création de logo de la ville parrainé par le gouvernement de la ville. Le concours débute du 26 février 2010 au 26 mars de la même année. Ryan Suarez, ancien élève du Collège des beaux-arts et du design de l'Université de Santo Tomas, crée le sceau de la ville. Le sceau gagnant subit des révisions mineures et pour la célébration du 1er anniversaire de la ville et de la 143e fête de l'Immaculée Conception, du 25 novembre au 8 décembre, le nouveau logo de la ville est dévoilé le 26 novembre 2010 dans le quadrilatère de la ville.

## Culture

### Tourisme
La présence de l'autoroute Aguinaldo et de Governor's Drive fait de la ville une halte routière pour les touristes voyageant vers Tagaytay et Batangas depuis la région métropolitaine de Manille et vers Laguna depuis les villes de la partie ouest de Cavite. La ville compte un grand nombre d'hôtels et de centres de villégiature destinés aux touristes.
Le DC Park (également connu sous le nom de Kadiwa Park) situé sur Congressional Road est un grand parc avec des statues et des animatroniques d'animaux et de dinosaures.
Le Museo De La Salle, situé sur le campus de l'Université De La Salle-Dasmariñas, est une institution unique, culturelle et interdisciplinaire servant de musée permanent du système universitaire De La Salle. En tant que centre de ressources pour les collections intérieures et extérieures, il se consacre à la collecte d'objets de collection de valeur intrinsèque importante pour la préservation de certains aspects du mode de vie ilustrado philippin. Il se considère comme l'un des principaux contributeurs au mouvement des musées de l'Université des Philippines. Il cherche à former des partenariats productifs qui servent les communautés de manière créative. Il s'engage à aider les écoles membres du système dans les domaines essentiels de l'enseignement, de la recherche, de la sensibilisation de la communauté et de l'administration. Grâce à une collaboration active avec d'autres musées du pays, il promeut les intérêts de la muséologie et soutient l'appréciation des arts et de la culture.
La Promenade Des Dasmariñas est un parc-jardin urbain situé le long des affluents de la rivière Imus et fait partie du projet de réhabilitation et d'embellissement de la rivière de la ville. Il est inauguré le 25 mars 2019.

### Évènements
- Gawad Karangalan – la date varie
Il s'agit d'un projet annuel du gouvernement municipal de Dasmariñas qui reconnaît les réalisations académiques et personnelles d'étudiants exceptionnels de Dasmarineño aux niveaux élémentaire, secondaire et supérieur[21],[11].

- Jour des Dasmariñas – 5 octobre
C'est une tradition significative du gouvernement de la ville de Dasmariñas de parrainer une offrande de fleurs pour commémorer la journée de Dasmariñas le 5 octobre. Cette activité importante rend hommage à nos héros locaux qui ont vaillamment servi la ville de Dasmariñas, ouvrant ainsi la voie à notre succès en tant que ville aujourd'hui[11].

- Fête de Paruparo – 26 novembre
Il est célébré pour commémorer l'incorporation de la ville de Dasmariñas avec des gens qui dansent dans les rues animées avec des costumes de papillons [22],[23],[24],[25],[26].

## Sports
Un stade sportif de 5 000 places avec une surface brute totale de 11 400 m² nommé City of Dasmariñas Arena (COD Arena) est en cours de construction à Brgy. Burol Main au centre gouvernemental proposé de Dasmariñas. Une fois terminé, cela permettra à la ville d'accueillir des réunions, des conventions, des matchs sportifs et d'autres événements de divertissement comme des comédies musicales et des concerts,. Également un ovale de piste avec terrain de football. Il y a 104 courts couverts dans 75 barangays et 10 écoles publiques dans la ville. Il existe également des cliniques sportives gratuites dans la ville, telles que les échecs, le baseball et le taekwondo,.
Le premier tournoi sportif inter-barangay a lieu en 1999 où seulement deux événements sont joués au basketball et au volleyball. Depuis lors, il est devenu un élément régulier du programme annuel du gouvernement local de Dasmariñas,.
La Fête des Sports des Employés de la Ville s'adresse aux employés de la Mairie de Dasmariñas. Il commence en 2005 et depuis lors, il est devenu un événement très attendu. Chefs de service et employés de base s'affrontent dans une compétition amicale où talent, habileté et persévérance s'expriment d'une manière comparable à un tournoi de haut niveau,.
L'Association sportive des écoles privées de Dasmariñas, connue sous le nom de DPSAA, débute en tant que projet expérimental en 2001 pour sélectionner des athlètes qui représenteront les écoles privées lors de la rencontre municipale (maintenant City Meet). Après dix ans d'existence, la DPSAA est devenue une pépinière d'athlètes issus des écoles privées,.

## Médias
La ville possède également son propre journal, Usaping Bayan, le journal officiel de Dasmariñas.
Les chaînes de radio et de télévision de Metro Manila sont reçues clairement dans la ville. DASCA Cable Services fournit des services de télévision par câble à la ville. Dasmariñas TV Channel 3, (câble numérique) où les événements à venir, les projets, les annonces, les projets terminés, etc. sont communiqués aux habitants de Dasmariñas, est la chaîne de télévision officielle de la ville et est disponible via un abonnement aux services de câble DASCA.

## Transport

### Réseau routier

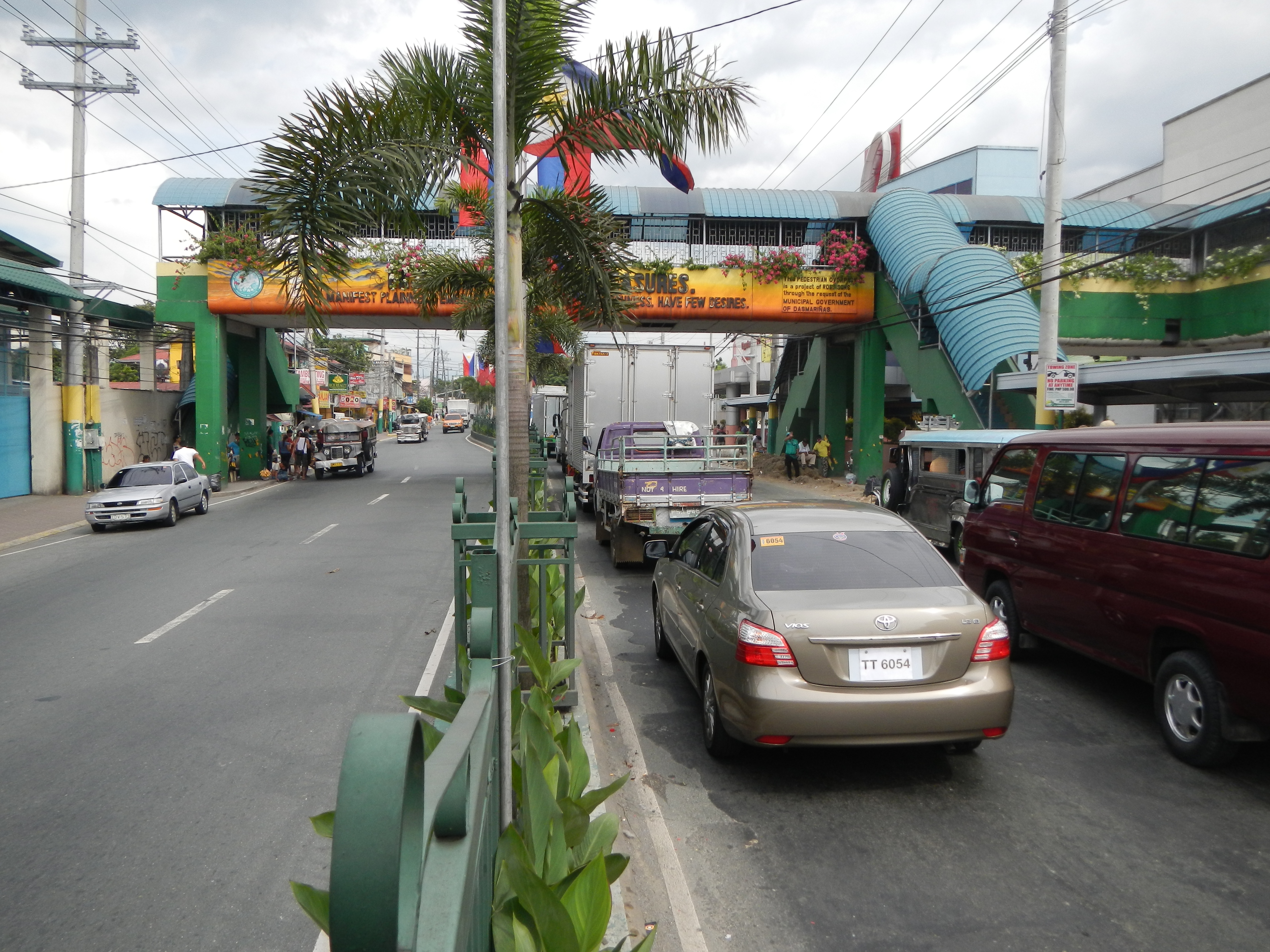
Autoroute Aguinaldo.

Plusieurs routes relient Dasmariñas à d'autres villes et villages. Une future autoroute, l'autoroute Cavite-Laguna, traversera les frontières ouest et sud de la ville. Ce sera la première autoroute de la ville.

### Transport public
Il y a une extension prévue de la ligne 1 du système de transport léger sur rail de Manille ou du LRT-1 jusqu'à Niog, Bacoor. Cette extension sera une ligne de transport en commun rapide distincte connue sous le nom de ligne 6 du système de transport léger sur rail de Manille ou LRT-6 qui aura trois stations dans la ville avec son terminus à Governor's Drive. La gare ferroviaire la plus proche est la gare Alabang PNR. Il est à environ 30 minutes via le boulevard Daang Hari.

## Soins de santé
Il y a 8 grands hôpitaux à Dasmariñas. L'un d'eux est un hôpital gouvernemental public et les sept autres sont des hôpitaux privés.
Il existe actuellement 4 bureaux de santé municipaux dans la ville et un centre de santé Barangay est créé au 75 Barangay.
Création d'un centre de dépistage des drogues où les employés municipaux, les enseignants des écoles publiques, les responsables des barangays et les policiers sont contrôlés au hasard et gratuitement pour s'assurer qu'ils sont aptes à fournir un service public. Ceci est également ouvert au public pour 150 pesos.
La clinique Dasmariñas Lying-In du Barangay Victoria Reyes, créée en 2001, offre des services d'accouchement gratuits aux mères indigentes. À ce jour, 9 372 mères y ont déjà accouché.
L'opération Tule dans tous les barangays se déroule chaque été et a déjà fourni des services gratuits à 23 146 résidents au 15 mars 2011.
L'exploitation d'un centre de morsure d'animaux est établie où la vaccination gratuite contre la rage est donnée aux résidents mordus par des chiens et des chats. Créé en avril 2003, il fonctionne avec un budget de 1 million par an et profite à 16 395 habitants.

## Personnalités notables
- Wilfredo Alicdan, artiste figuratif et peintre
- Elpidio Barzaga Jr., membre de la Chambre des représentants des Philippines, ancien maire de la ville
- Jennifer Barzaga, maire de la ville, ancienne membre de la Chambre des représentants des Philippines
- Paulo Campos, médecin, éducateur, scientifique national des Philippines
- Seth Fedelin, acteur, mannequin, chanteur, danseur
- Dominador I. Mangubat, médecin, ancien gouverneur de Cavite
- Nardong Putik, Leonardo M. Manicio un héros folklorique de Caviteno brandissant une amulette
- Arny Ross, actrice, comédienne, mannequin, danseuse
- Bella Santiago, chanteuse
- Miguel Tanfelix, acteur, danseur, animateur